# Seznam písní v 3. řadě seriálu Glee
Toto je seznam písní, které zazněly ve třetí řadě amerického hudebního televizního seriálu Glee.

## Písně
| Název                                                    | Původní interpret                                      | Interpret v seriálu | Epizoda                               | Singl | Album                        |
| -------------------------------------------------------- | ------------------------------------------------------ | --- | ------------------------------------- | ----- | ---------------------------- |
| "We Got the Beat"                                        | The Go-Gos                                             | Rachel Berry, Santana Lopez a Brittany Pierce s New Directions                                                                                      | 1. "Projekt „Fialové piano“"          | Ano   | The Complete Season Three    |
| "Big Spender"                                            | Sweet Charity                                          | Sugar Motta | 1. "Projekt „Fialové piano“"          | Ne    | TBA                          |
| "Ding-Dong! The Witch Is Dead"                           | Barbra Streisandová a Harold Arlen                     | Rachel Berry a Kurt Hummel | 1. "Projekt „Fialové piano“"          | Ano   | The Complete Season Three    |
| "It's Not Unusual"                                       | Tom Jones                                              | Blaine Anderson s roztleskávačkami z McKinleyho střední                                                                                             | 1. "Projekt „Fialové piano“"          | Ano   | Volume 7                     |
| "Anything Goes" / "Anything You Can Do"                  | Anything Goes / Annie Get Your Gun                     | Harmony a přihlašující se na NYADU | 1. "Projekt „Fialové piano“"          | Ano   | The Complete Season Three    |
| "You Can't Stop the Beat"                                | Hairspray                                              | New Directions | 1. "Projekt „Fialové piano“"          | Ano   | Volume 7                     |
| "Somewhere"                                              | West Side Story                                        | Rachel Berry a Shelby Corcoran | 2. "Shelby se vrací"                  | Ano   | Volume 7                     |
| "I'm the Greatest Star"                                  | Funny Girl                                             | Kurt Hummel | 2. "Shelby se vrací"                  | Ano   | The Complete Season Three    |
| "Something's Coming"                                     | West Side Story                                        | Blaine Anderson | 2. "Shelby se vrací"                  | Ano   | The Complete Season Three    |
| "Spotlight"                                              | Jennifer Hudson                                        | Mercedes Jones s Tinou Cohen-Chang a Brittany Pierce                                                                                                | 3. "Asijská pětka"                    | Ano   | The Complete Season Three    |
| "Run the World (Girls)"                                  | Beyoncé                                                | Brittany Pierce a Santana Lopez s ženskými členkami McKinleyovy střední školy                                                                       | 3. "Asijská pětka"                    | Ano   | Volume 7                     |
| "Cool"                                                   | West Side Story                                        | Mike Chang z fotbalisty z McKinleyovy střední školy                                                                                                 | 3. "Asijská pětka"                    | Ano   | The Complete Season Three    |
| "It's All Over"                                          | Dreamgirls                                             | Mercedes Jones s New Directions a Willem Schuesterem                                                                                                | 3. "Asijská pětka"                    | Ano   | The Complete Season Three    |
| "Out Here on My Own"                                     | film Fame – Cesta za slávou                            | Rachel Berry a Mercedes Jones | 3. "Asijská pětka"                    | Ano   | The Complete Season Three    |
| "Fix You"                                                | Coldplay                                               | Will Schuester a New Directions | 3. "Asijská pětka"                    | Ano   | Volume 7                     |
| "Bein' Green"                                            | Sesame Street                                          | Rory Flanagan | 4. "Hrnec zlata"                      | Ano   | The Complete Season Three    |
| "Last Friday Night (T.G.I.F.)"                           | Katy Perry                                             | Blaine Anderson a New Directions | 4. "Hrnec zlata"                      | Ano   | Volume 7                     |
| "Waiting for a Girl Like You"                            | Foreigner                                              | Noah Puckerman | 4. "Hrnec zlata"                      | Ano   | The Complete Season Three    |
| "Candyman"                                               | Christina Aguilera                                     | Mercedes Jones, Brittany Pierce a Santana Lopez s Troubletones                                                                                      | 4. "Hrnec zlata"                      | Ano   | The Complete Season Three    |
| "Take Care of Yourself"                                  | Teddy Thompson                                         | Rory Flanagan | 4. "Hrnec zlata"                      | Ano   | Volume 7                     |
| "Tonight"                                                | West Side Story                                        | Rachel Berry a Blaine Anderson | 5. "Poprvé"                           | Ano   | Volume 7                     |
| "Uptown Girl"                                            | Billy Joel                                             | sbor Warblers z Daltonovy akademie | 5. "Poprvé"                           | Ano   | Volume 7                     |
| "A Boy Like That"                                        | West Side Story                                        | Santana Lopez a Rachel Berry | 5. "Poprvé"                           | Ano   | The Complete Season Three    |
| "I Have a Love"                                          | West Side Story                                        | Rachel Berry a Santana Lopez | 5. "Poprvé"                           | Ano   | The Complete Season Three    |
| "America"                                                | West Side Story                                        | Santana Lopez a Noah Puckerman s Tinou Cohen-Chang, Mikem Changem, Tryskáči a Žraloky                                                               | 5. "Poprvé"                           | Ano   | The Complete Season Three    |
| "One Hand, One Heart"                                    | West Side Story                                        | Blaine Anderson a Rachel Berry | 5. "Poprvé"                           | Ano   | The Complete Season Three    |
| "Hot for Teacher"                                        | Van Halen                                              | Noah Puckerman s Finnem Hudsonem, Blainem Andersonem a Mikem Changem                                                                                | 6. "Souboj"                           | Ano   | Volume 7                     |
| "Yoü and I" / "You and I"                                | Lady Gaga / Eddie Rabbitt a Crystal Gayle              | Shelby Corcoran a Will Schuester | 6. "Souboj"                           | Ano   | The Complete Season Three    |
| "Hit Me with Your Best Shot" / "One Way or Another"      | Pat Benatar / Blondie                                  | New Directions a Troubletones | 6. "Souboj"                           | Ano   | The Complete Season Three    |
| "I Can't Go for That (No Can Do)" / "You Make My Dreams" | Hall & Oates                                           | New Directions | 6. "Souboj"                           | Ano   | The Complete Season Three    |
| "Rumour Has It" / "Someone Like You"                     | Adele                                                  | Mercedes Jones, Santana Lopez a Brittany Pierce s Troubletones                                                                                      | 6. "Souboj"                           | Ano   | Volume 7                     |
| "Perfect"                                                | Pink                                                   | Kurt Hummel a Blaine Anderson | 7. "Políbila jsem dívku"              | Ano   | Volume 7                     |
| "I'm the Only One"                                       | Melissa Etheridge                                      | Noah Puckerman | 7. "Políbila jsem dívku"              | Ano   | Volume 7                     |
| "Girls Just Want to Have Fun"                            | Greg Laswell                                           | Finn Hudson s mužskými členy New Directions | 7. "Políbila jsem dívku"              | Ano   | Volume 7                     |
| "Jolene"                                                 | Dolly Parton                                           | Shannon Beiste | 7. "Políbila jsem dívku"              | Ano   | The Complete Season Three    |
| "I Kissed a Girl"                                        | Katy Perry                                             | Santana Lopez a Rachel Berry s Tinou Cohen-Chang, Quinn Fabray, Mercedes Jones, Sugar Mottou a Brittany Pierce                                      | 7. ""Políbila jsem dívku"             | Ano   | Volume 7                     |
| "Constant Craving"                                       | k.d. lang                                              | Santana Lopez a Shelby Corcoran s Kurtem Hummelem                                                                                                   | 7. "Políbila jsem dívku"              | Ano   | Volume 7                     |
| "Red Solo Cup"                                           | Toby Keith                                             | Sam Evans s New Directions | 8. "Drž si svých 16"                  | Ano   | Volume 7                     |
| "Buenos Aires"                                           | Evita                                                  | Harmony a Unitards | 8. "Drž si svých 16"                  | Ano   | The Complete Season Three    |
| "Survivor" / "I Will Survive"                            | Destiny's Child / Gloria Gaynor                        | Santana Lopez, Mercedes Jones a Brittany Pierce s Troubletones                                                                                      | 8. "Drž si svých 16"                  | Ano   | The Complete Season Three    |
| "ABC"                                                    | Jacksons                                               | Tina Cohen-Chang, Kurt Hummel, Mike Chang a Quinn Fabray s New Directions                                                                           | 8. "Drž si svých 16"                  | Ne    | Volume 7                     |
| "Control"                                                | Janet Jacksonová                                       | Quinn Fabray, Blaine Anderson a Artie Abrams s New Directions                                                                                       | 8. "Drž si svých 16"                  | Ne    | Volume 7                     |
| "Man in the Mirror"                                      | Michael Jackson                                        | Artie Abrams, Noah Puckerman, Blaine Anderson, Sam Evans a Mike Chang s New Directions                                                              | 8. "Drž si svých 16"                  | Ne    | Volume 7                     |
| "We Are Young"                                           | fun. feat. Janelle Monáe                               | New Directions | 8. "Drž si svých 16"                  | Ano   | The Graduation Album         |
| "All I Want for Christmas Is You"                        | Mariah Carey                                           | Mercedes Jones s New Directions | 9. "Velmi neobyčejně veselé Vánoce"   | Ano   | The Christmas Album Volume 2 |
| "Blue Christmas"                                         | Elvis Presley                                          | Rory Flanagan | 9. "Velmi neobyčejně veselé Vánoce"   | Ano   | The Christmas Album Volume 2 |
| "River"                                                  | Joni Mitchell                                          | Rachel Berry | 9. "Velmi neobyčejně veselé Vánoce"   | Ano   | The Christmas Album Volume 2 |
| "Extraordinary Merry Christmas"                          | Původní skladba                                        | Blaine Anderson a Rachel Berry s New Directions | 9. "Velmi neobyčejně veselé Vánoce"   | Ano   | The Christmas Album Volume 2 |
| "Let It Snow"                                            | Ella Fitzgeraldová                                     | Blaine Anderson a Kurt Hummel | 9. "Velmi neobyčejně veselé Vánoce"   | Ano   | The Christmas Album Volume 2 |
| "My Favorite Things"                                     | muzikál Za zvuků hudby                                 | Rachel Berry , Mercedes Jones, Kurt Hummel a Blaine Anderson                                                                                        | 9. "Velmi neobyčejně veselé Vánoce"   | Ano   | The Complete Season Three    |
| "Santa Claus Is Coming to Town"                          | Bruce Springsteen a E Street Band                      | Finn Hudson a Noah Puckerman s Rachel Berry, Mercedes Jones, Kurtem Hummelem a Blainem Andersonem                                                   | 9. "Velmi neobyčejně veselé Vánoce"   | Ano   | The Christmas Album Volume 2 |
| "Christmas Wrapping"                                     | The Waitresses                                         | Brittany Pierce se Santanou Lopez, Tinou Cohen-Chang, Mikem Changem a roztleskávačkami z McKinleyovy střední školy                                  | 9. "Velmi neobyčejně veselé Vánoce" " | Ano   | The Christmas Album Volume 2 |
| "Do They Know It's Christmas?"                           | Band Aid                                               | New Directions | 9. "Velmi neobyčejně veselé Vánoce"   | Ano   | The Christmas Album Volume 2 |
| "Summer Nights"                                          | Pomáda                                                 | Sam Evans a Mercedes Jones s New Directions | 10. "Ano/Ne"                          | Ano   | The Complete Season Three    |
| "Wedding Bell Blues"                                     | The 5th Dimension                                      | Emma Pillsbury se Shannon Beiste a Sue Sylvester | 10. "Ano/Ne"                          | Ano   | The Complete Season Three    |
| "Moves Like Jagger" / "Jumpin' Jack Flash"               | Maroon 5 feat. Christina Aguilera / The Rolling Stones | Artie Abrams s Mikem Changem, Willem Schuesterem, Blainem Andersonem, Finnem Hudsonem a Noahem Puckermanem                                          | 10. "Ano/Ne"                          | Ano   | The Complete Season Three    |
| "The First Time Ever I Saw Your Face"                    | Roberta Flack                                          | Rachel Berry, Tina Cohen-Chang, Santana Lopez a Mercedes Jones                                                                                      | 10. "Ano/Ne"                          | Ano   | The Complete Season Three    |
| "Without You"                                            | David Guetta feat. Usher                               | Rachel Berry | 10. "Ano/Ne"                          | Ano   | The Complete Season Three    |
| "We Found Love"                                          | Rihanna feat. Calvin Harris                            | Rachel Berry a Santana Lopez s New Directions | 10. "Ano/Ne"                          | Ano   | The Complete Season Three    |
| "Wanna Be Startin' Somethin'"                            | Michael Jackson                                        | Blaine Anderson s New Directions | 11. "Michael"                         | Ano   | The Complete Season Three    |
| „Bad“                                                    | Michael Jackson                                        | Artie Abrams, Blaine Anderson a Santana Lopez s New Directions a Warblers z Daltonovy akademie                                                      | 11. "Michael"                         | Ano   | The Complete Season Three    |
| "Scream"                                                 | Michael Jackson a Janet Jacksonová                     | Artie Abrams a Mike Chang | 11. "Michael"                         | Ano   | The Complete Season Three    |
| „Never Can Say Goodbye“                                  | Jacksons                                               | Quinn Fabray | 11. "Michael"                         | Ano   | The Complete Season Three    |
| "Human Nature"                                           | Michael Jackson                                        | Mercedes Jones a Sam Evans | 11. "Michael"                         | Ano   | The Complete Season Three    |
| "Ben"                                                    | Michael Jackson                                        | Kurt Hummel, Rachel Berry a Finn Hudson | 11. "Michael"                         | Ano   | The Complete Season Three    |
| "Smooth Criminal"                                        | Michael Jackson                                        | Sebastian Smythe a Santana Lopez s violoncellisty z Daltonovy akademie                                                                              | 11. "Michael"                         | Ano   | The Complete Season Three    |
| "I Just Can't Stop Loving You"                           | Michael Jackson feat. Siedah Garrett                   | Finn Hudson a Rachel Berry | 11. "Michael"                         | Ano   | The Complete Season Three    |
| "Black or White"                                         | Michael Jackson                                        | Artie Abrams, Rachel Berry, Santana Lopez, Kurt Hummel a Mercedes Jones s New Directions                                                            | 11. "Michael"                         | Ano   | The Complete Season Three    |
| "La Cucaracha"                                           | Traditional                                            | Will Schuester s Artiem Abramsem, Finnem Hudsonem a Noahem Puckermanem                                                                              | 12. "Učitel španělštiny"              | Ne    | TBA                          |
| "Sexy and I Know It"                                     | LMFAO                                                  | David Martinez s New Directions | 12. "Učitel španělštiny"              | Ano   | The Complete Season Three    |
| "Don't Wanna Lose You"                                   | Gloria Estefan                                         | Mercedes Jones | 12. "Učitel španělštiny"              | Ano   | The Complete Season Three    |
| "Bamboleo" / "Hero"                                      | Gipsy Kings / Enrique Iglesias                         | Sam Evans a mužští členové New Directions | 12. "Učitel španělštiny"              | Ano   | The Complete Season Three    |
| "La Isla Bonita"                                         | Madonna                                                | David Martinez a Santana Lopez | 12. "Učitel španělštiny"              | Ano   | The Complete Season Three    |
| "A Little Less Conversation"                             | Elvis Presley                                          | Will Schuester s Brittany Pierce a Mike Chang | 12. "Učitel španělštiny"              | Ano   | The Complete Season Three    |
| "Chapel of Love"                                         | The Dixie Cups                                         | Hiram Berry a LeRoy Berry | 13. "Srdce"                           | Ne    | TBA                          |
| "L-O-V-E"                                                | Nat King Cole                                          | Mike Chang a Tina Cohen-Chang | 13. "Srdce"                           | Ano   | The Complete Season Three    |
| "Let Me Love You"                                        | Mario                                                  | Artie Abrams s Mikem Changem, Samem Evansem, Kurtem Hummelem a Noahem Puckermanem                                                                   | 13. "Srdce"                           | Ano   | The Complete Season Three    |
| "Stereo Hearts"                                          | Gym Class Heroes feat. Adam Levine                     | Joe Hart, Sam Evans a Mercedes Jones s Quinn Fabray a Mercedesiným kostelním sborem                                                                 | 13. "Srdce"                           | Ano   | The Complete Season Three    |
| "Home"                                                   | Michael Bublé                                          | Rory Flanagan | 13. "Srdce"                           | Ano   | The Complete Season Three    |
| "I Will Always Love You"                                 | Whitney Houston                                        | Mercedes Jones | 13. "Srdce"                           | Ano   | The Complete Season Three    |
| "You're the Top"                                         | Anything Goes                                          | Hiram Berry, LeRoy Berry a Rachel Berry | 13. "Srdce"                           | Ano   | The Complete Season Three    |
| "Cherish" / "Cherish"                                    | The Association / Madonna                              | Quinn Fabray, Sam Evans, Joe Hart a Mercedes Jones                                                                                                  | 13. "Srdce"                           | Ano   | The Complete Season Three    |
| "Love Shack"                                             | The B-52's                                             | Blaine Anderson, Mercedes Jones a Kurt Hummel s Rachel Berry, Brittany Pierce a účastníci Sugařiny párty                                            | 13. "Srdce"                           | Ano   | The Complete Season Three    |
| "Cough Syrup"                                            | Young the Giant                                        | Blaine Anderson | 14. "Hned jsem tam"                   | Ano   | The Complete Season Three    |
| "Stand"                                                  | Lenny Kravitz                                          | Dalton Academy Warblers | 14. "Hned jsem tam"                   | Ano   | The Complete Season Three    |
| "Glad You Came"                                          | The Wanted                                             | Dalton Academy Warblers | 14. "Hned jsem tam"                   | Ano   | The Complete Season Three    |
| "She Walks in Beauty"                                    | Eric Barnum                                            | The Golden Goblets | 14. "Hned jsem tam"                   | Ne    | TBA                          |
| "Fly" / "I Believe I Can Fly"                            | Nicki Minaj feat. Rihanna / R. Kelly                   | Rachel Berry, Artie Abrams, Santana Lopez, Blaine Anderson, Finn Hudson a Mercedes Jones s New Directions                                           | 14. "Hned jsem tam"                   | Ano   | The Complete Season Three    |
| "Stronger (What Doesn't Kill You)"                       | Kelly Clarkson                                         | Santana Lopez, Brittany Pierce a Mercedes Jones s Troubletones                                                                                      | 14. "Hned jsem tam"                   | Ano   | The Complete Season Three    |
| "Here's to Us"                                           | Halestorm                                              | Rachel Berry s New Directions | 14. "Hned jsem tam"                   | Ano   | The Complete Season Three    |
| "I'm Still Standing"                                     | Elton John                                             | Quinn Fabray a Artie Abrams | 15. "Velký bratr"                     | Ano   | The Complete Season Three    |
| "Hungry Like the Wolf" / "Rio"                           | Duran Duran                                            | Blaine Anderson a Cooper Anderson s New Directions                                                                                                  | 15. "Velký bratr"                     | Ano   | The Complete Season Three    |
| "Fighter"                                                | Christina Aguilera                                     | Blaine Anderson | 15. "Velký bratr"                     | Ano   | The Complete Season Three    |
| "Up Up Up"                                               | Givers                                                 | Artie Abrams a Quinn Fabray | 15. "Velký bratr"                     | Ano   | The Complete Season Three    |
| "Somebody That I Used to Know"                           | Gotye feat. Kimbra                                     | Blaine Anderson a Cooper Anderson | 15. "Velký bratr"                     | Ano   | The Complete Season Three    |
| "You Should Be Dancing"                                  | Bee Gees                                               | Blaine Anderson, Mike Chang a Brittany Pierce | 16. "Horečka Glee noci"               | Ano   | The Complete Season Three    |
| "That's the Way (I Like It)"                             | KC & The Sunshine Band                                 | Školní sbor na McKinleyho střední v roce 1993 | 16. "Horečka Glee noci"               | Ne    | TBA                          |
| "Night Fever"                                            | Bee Gees                                               | Will Schuester, Joe Hart a Blaine Anderson s New Directions a Sue Sylvester                                                                         | 16. "Horečka Glee noci"               | Ano   | The Complete Season Three    |
| "Disco Inferno"                                          | The Trammps                                            | Mercedes Jones se Santanou Lopez a Brittany Pierce                                                                                                  | 16. "Horečka Glee noci"               | Ano   | The Complete Season Three    |
| "If I Can't Have You"                                    | Yvonne Elliman                                         | Santana Lopez s New Directions | 16. "Horečka Glee noci"               | Ano   | The Complete Season Three    |
| "How Deep Is Your Love"                                  | Bee Gees                                               | Rachel Berry s kapelou New Directions | 16. "Horečka Glee noci"               | Ano   | The Complete Season Three    |
| "Boogie Shoes"                                           | KC & The Sunshine Band                                 | Wade Adams a Vocal Adrenaline | 16. "Horečka Glee noci"               | Ano   | The Complete Season Three    |
| "More Than a Woman"                                      | Bee Gees                                               | Finn Hudson s Rachel Berry, Blainem Andersonem, Kurtem Hummelem, Santanou Lopez, Brittany Pierce, Mikem Changem, Tinou Cohen-Chang a New Directions | 16. "Horečka Glee noci"               | Ano   | The Complete Season Three    |
| "Stayin' Alive"                                          | Bee Gees                                               | Finn Hudson, Mercedes Jones a Santana Lopez s New Directions a Sue Sylvester                                                                        | 16. "Horečka Glee noci"               | Ano   | The Complete Season Three    |
| "How Will I Know"                                        | Whitney Houston                                        | Mercedes Jones, Santana Lopez, Kurt Hummel a Rachel Berry                                                                                           | 17. "Mít s kým tančit"                | Ano   | The Complete Season Three    |
| "I Wanna Dance with Somebody (Who Loves Me)"             | Whitney Houston                                        | Brittany Pierce a Santana Lopez s roztleskávačkami z McKinleyho střední školy                                                                       | 17. "Mít s kým tančit"                | Ano   | The Complete Season Three    |
| "Saving All My Love for You"                             | Whitney Houston                                        | Joe Hart a Quinn Fabray | 17. "Mít s kým tančit"                | Ano   | The Complete Season Three    |
| "So Emotional"                                           | Whitney Houston                                        | Santana Lopez a Rachel Berry | 17. "Mít s kým tančit"                | Ano   | The Complete Season Three    |
| "It's Not Right but It's Okay"                           | Whitney Houston                                        | Blaine Anderson s New Directions | 17. "Mít s kým tančit"                | Ano   | The Complete Season Three    |
| "I Have Nothing"                                         | Whitney Houston                                        | Kurt Hummel | 17. "Mít s kým tančit"                | Ano   | The Complete Season Three    |
| "My Love Is Your Love"                                   | Whitney Houston                                        | Artie Abrams, Mercedes Jones, Blaine Anderson a Kurt Hummel s New Directions                                                                        | 17. "Mít s kým tančit"                | Ano   | The Complete Season Three    |
| "The Music of the Night"                                 | Fantom opery                                           | Kurt Hummel s Tinou Cohen-Chang | 18. "Přijímačky"                      | Ne    | TBA                          |
| "School's Out"                                           | Alice Cooper                                           | Noah Puckerman | 18. "Přijímačky"                      | Ano   | The Graduation Album         |
| "Cell Block Tango"                                       | Chicago                                                | Mercedes Jones, Tina Cohen-Chang, Santana Lopez, Sugar Motta a Brittany Pierce s Mikem Changem                                                      | 18. "Přijímačky"                      | Ano   | The Complete Season Three    |
| "Not the Boy Next Door"                                  | The Boy from Oz                                        | Kurt Hummel s Tinou Cohen-Chang, Mercedes Jones a Brittany Pierce                                                                                   | 18. "Přijímačky"                      | Ano   | The Complete Season Three    |
| "Don't Rain on My Parade"                                | Funny Girl                                             | Rachel Berry | 18. "Přijímačky"                      | Ne    | TBA                          |
| "The Rain in Spain"                                      | My Fair Lady                                           | Mužští členové New Directions kromě Kurta Hummela                                                                                                   | 18. "Přijímačky"                      | Ano   | The Complete Season Three    |
| "Shake It Out"                                           | Florence + the Machine                                 | Santana Lopez, Tina Cohen-Chang a Mercedes Jones | 18. "Přijímačky"                      | Ano   | The Complete Season Three    |
| "Cry"                                                    | Kelly Clarkson                                         | Rachel Berry | 18. "Přijímačky"                      | Ano   | The Complete Season Three    |
| "Big Girls Don't Cry"                                    | Fergie                                                 | Rachel Berry, Kurt Hummel a Blaine Anderson | 19. "Plesosaurus"                     | Ano   | The Complete Season Three    |
| "Dinosaur"                                               | Ke$ha                                                  | Brittany Pierce s roztleskávačkami z McKinleyovy střední školy                                                                                      | 19. "Plesosaurus"                     | Ano   | The Complete Season Three    |
| "Love You Like a Love Song"                              | Selena Gomez & the Scene                               | Santana Lopez s Tinou Cohen-Chang a Brittany Pierce                                                                                                 | 19. "Plesosaurus"                     | Ano   | The Complete Season Three    |
| "What Makes You Beautiful"                               | One Direction                                          | Joe Hart, Rory Flanagan, Artie Abrams, Sam Evans a Mike Chang                                                                                       | 19. "Plesosaurus"                     | Ano   | The Complete Season Three    |
| "Take My Breath Away"                                    | Berlin                                                 | Quinn Fabray a Santana Lopez | 19. "Plesosaurus"                     | Ano   | The Complete Season Three    |
| "I Won't Give Up"                                        | Jason Mraz                                             | Rachel Berry | 20. "Poslední pokus"                  | Ano   | The Graduation Album         |
| "Because You Loved Me"                                   | Céline Dion                                            | Tina Cohen-Chang jako Rachel Berry | 20. "Poslední pokus"                  | Ano   | The Complete Season Three    |
| "Always True to You in My Fashion"                       | Kiss Me, Kate                                          | jeden z žáků Carmen Tibideaux | 20. "Poslední pokus"                  | Ne    | TBA                          |
| "Mean"                                                   | Taylor Swift                                           | Noah Puckerman a Shannon Beiste | 20. "Poslední pokus"                  | Ano   | The Complete Season Three    |
| "Flashdance... What a Feeling"                           | Irene Cara                                             | Rachel Berry a Tina Cohen-Chang | 20. "Poslední pokus"                  | Ano   | The Complete Season Three    |
| "The Edge of Glory"                                      | Lady Gaga                                              | Santana Lopez, Mercedes Jones, Quinn Fabray, Tina Cohen-Chang a Troubletones                                                                        | 21. "Finále"                          | Ano   | The Graduation Album         |
| "It's All Coming Back to Me Now"                         | Céline Dion                                            | Rachel Berry s Blainem Andersonem, Mikem Changem, Tinou Cohen-Chang, Quinn Fabray, Rorym Flanaganem a Sugar Mottou                                  | 21. "Finále"                          | Ano   | The Complete Season Three    |
| "Paradise by the Dashboard Light"                        | Meat Loaf                                              | New Directions | 21. "Finále"                          | Ano   | The Complete Season Three    |
| "Starships"                                              | Nicki Minaj                                            | Wade Adams a Vocal Adrenaline | 21. "Finále"                          | Ano   | The Complete Season Three    |
| "Pinball Wizard"                                         | The Who                                                | Wade Adams a Vocal Adrenaline | 21. "Finále"                          | Ano   | The Complete Season Three    |
| "Starlight Express"                                      | Starlight Express                                      | The Portland Scale Blazers | 21. "Finále"                          | Ne    | TBA                          |
| "Tongue Tied"                                            | Grouplove                                              | New Directions | 21. "Finále"                          | Ano   | The Complete Season Three    |
| "We Are the Champions"                                   | Queen                                                  | Finn Hudson, Noah Puckerman, Santana Lopez, Rachel Berry, Kurt Hummel a Quinn Fabray s New Directions                                               | 21. "Finále"                          | Ano   | The Graduation Album         |
| "Sit Down, You're Rockin' the Boat"                      | Guys and Dolls                                         | Artie Abrams, Rachel Berry, Tina Cohen-Chang, Kurt Hummel a Mercedes Jones                                                                          | 22. "Sbohem a šáteček"                | Ne    | TBA                          |
| "Forever Young"                                          | Rod Stewart                                            | Will Schuester | 22. "Sbohem a šáteček"                | Ne    | The Graduation Album         |
| "Single Ladies (Put a Ring on It)"                       | Beyoncé                                                | Burt Hummel s Tinou Cohen-Chang a Brittany Pierce                                                                                                   | 22. "Sbohem a šáteček"                | Ne    | TBA                          |
| "I'll Remember"                                          | Madonna                                                | Kurt Hummel a New Directions | 22. "Sbohem a šáteček"                | Ne    | The Graduation Album         |
| "You Get What You Give"                                  | New Radicals                                           | Maturanti z New Directions | 22. "Sbohem a šáteček"                | Ne    | The Graduation Album         |
| "In My Life"                                             | The Beatles                                            | zbývající členové New Directions a Will Schuester                                                                                                   | 22. "Sbohem a šáteček"                | Ano   | The Complete Season Three    |
| "Glory Days"                                             | Bruce Springsteen                                      | Finn Hudson a Noah Puckerman | 22. "Sbohem a šáteček"                | Ne    | The Graduation Album         |
| „Roots Before Branches“                                  | Room for Two                                           | Rachel Berry s Finnem Hudsonem | 22. "Sbohem a šáteček"                | Ano   | The Graduation Album         |